# Down the Road Wherever
| Recensione    | Giudizio |
| ------------- | -------- |
| AllMusic      |          |
| Rolling Stone |          |

Down the Road Wherever è il nono album discografico del cantautore e chitarrista britannico Mark Knopfler, pubblicato il 16 novembre 2018 dalla British Grove Records.

## Tracce
Tutti i brani sono di Mark Knopfler, fatta eccezione per Just a Boy Away from Home (testo di Mark Knopfler; la coda strumentale contiene un riarrangiamento della canzone You'll Never Walk Alone, tratta dal musical Carousel di Richard Rodgers e Oscar Hammerstein II).

### Edizione internazionale
1. Trapper Man – 6:00
2. Back on the Dance Floor – 5:30
3. Nobody's Child – 4:16
4. Just a Boy Away from Home – 5:12
5. When You Leave – 4:12
6. Good on You Son – 5:37
7. My Bacon Roll – 5:35
8. Nobody Does That – 5:15
9. Drovers' Road – 5:05
10. One Song at a Time – 6:17
11. Floating Away – 5:02
12. Slow Learner – 4:34
13. Heavy Up – 6:00
14. Matchstick Man – 2:52

Durata totale: 71:27

### Bonus tracksedizione CD «deluxe»
1. Every Heart in the Room – 4:30
2. Rear View Mirror – 2:29

Durata totale: 78:26

### Bonus tracksedizione LP «deluxe»
1. Don't Suck Me In
2. Sky and Water
3. Pale Imitation

## Formazione
- Mark Knopfler – voce e chitarre
- Glenn Worf – basso elettrico e contrabbasso
- Richard Bennett e Robbie McIntosh – chitarra
- Jim Cox – organo e pianoforte
- Guy Fletcher – tastiere e cori
- Danny Cummings – percussioni e cori
- Ian Thomas – batteria
- John McCusker – violino
- Michael McGoldrick – low whistle e flauto irlandese
- Nigel Hitchcock – sassofono
- Tom Walsh – tromba
- Trevor Mires – trombone
- Imelda May – seconda voce (tracce 2 e 11)
- Kris Drever, Lance Ellington, Katie Kissoon e Beverley Skeete – cori

## Classifiche
| Classifica (2018)            | Posizione massima |
| ---------------------------- | ----------------- |
| Australia                    | 14                |
| Austria                      | 4                 |
| Belgio (Fiandre)             | 7                 |
| Belgio (Vallonia)            | 10                |
| Canada                       | 6                 |
| Danimarca                    | 3                 |
| Finlandia                    | 3                 |
| Francia                      | 17                |
| Germania                     | 3                 |
| Grecia                       | 5                 |
| Italia                       | 7                 |
| Norvegia                     | 1                 |
| Nuova Zelanda                | 10                |
| Paesi Bassi                  | 5                 |
| Polonia                      | 7                 |
| Portogallo                   | 6                 |
| Regno Unito                  | 17                |
| Repubblica Ceca              | 9                 |
| Spagna                       | 6                 |
| Stati Uniti                  | 15                |
| Stati Uniti (americana/folk) | 2                 |
| Stati Uniti (rock)           | 3                 |
| Stati Uniti (tastemaker)     | 3                 |
| Svezia                       | 2                 |
| Svizzera                     | 1                 |